# 幡谷仙次郎
幡谷 仙次郎（はたや せんじろう、1889年8月20日 - 1964年1月17日）は、日本の政治家。衆議院議員（1期）。

## 経歴
茨城県出身。日本大学法律科に学ぶ。小川町(現・小美玉市)長となる。小川繭糸市場社長、石岡地区通運(株)監査役、鹿島参宮通運(株)社長を務める。
1949年の第24回衆議院議員総選挙において茨城1区から民主自由党公認で立候補して当選した。衆議院議員は1期務め、1952年の第25回衆議院議員総選挙には立候補しなかった。1964年死去。